# Javad Kazemian
Javad Kazemian (Kashan, 23 aprile 1981) è un ex calciatore iraniano, di ruolo attaccante.

## Carriera

### Nazionale
Ha partecipato ai Mondiali Under-20 del 2001.
Ha collezionato 40 presenze con la maglia della propria nazionale, con la quale ha anche partecipato ai Mondiali del 2006 ed alla Coppa d'Asia del 2007.

## Palmarès

### Club
- Coppa del Presidente degli Emirati Arabi Uniti: 2

Al-Ahli: 2001-2002
Emirates: 2009-2010
- Campionato emiratino: 1

Al-Shabab: 2007-2008
- Supercoppa degli Emirati Arabi Uniti: 1

Emirates: 2010
- Campionato iraniano: 1

Sepahan: 2010-2011
- Coppa d'Iran: 1

Tractor: 2013-2014

### Nazionale
- Giochi asiatici: 1

2002